# El Recreo, Tlalixcoyan
El Recreo är en ort i Mexiko.   Den ligger i kommunen Tlalixcoyan och delstaten Veracruz, i den sydöstra delen av landet, 300 km öster om huvudstaden Mexico City. El Recreo ligger 18 meter över havet och antalet invånare är 446.
Terrängen runt El Recreo är mycket platt. Runt El Recreo är det ganska glesbefolkat, med 43 invånare per kvadratkilometer. Närmaste större samhälle är Tlalixcoyan, 5,8 km nordost om El Recreo. Omgivningarna runt El Recreo är en mosaik av jordbruksmark och naturlig växtlighet.